# Брадли Уест
Брадли Уест (на английски: Bradley West) е американски писател на произведения в жанра трилър.

## Биография и творчество
Брадли Уест е роден през 1959 г. в Охайо, САЩ. Завършва с бакалавърската си степен в Училището по външни работи на Джорджтаун, а после получава магистърска степен по бизнес администрация в Лондонското бизнес училище. Започва работа в Лондон и след 2 месеца е изпратен в Сингапур за четиримесечен проект. Този проект се оказва дългосрочен и от 1983 г. той работи и живее в Азия. Работи предимно в Сингапур, но също така и много години в Хонг Конг, Куала Лумпур, Бангалор и Коломбо. Работи като стратегически консултант, управление на рискови капитали и инвестиционно банкиране, познавайки добре финансовите пазари и политическата некоректност.
Изчезването на полет MH370 го мотивира да напише роман. Първият ѝ му роман „Море от лъжи“ от поредицата „Безброй лъжи“ е издаден през 2016 г. В динамичния трилър, който се разгръща от джунглите на Мианмар до канадските планини и австралийската пустош, са замесени изчезнал самолет, злодей, служил в специални сили по време на войната във Виетнам, избягал американски агент от Русия, китайски шпионин, тайната ядрена програма на Иран, кибератака срещу сателити на САЩ, ...
Брадли Уест живее със семейството си в Сингапур.

## Произведения

### Серия „Безброй лъжи“ (Countless Lies)
1. Sea of Lies: The MH370 Conspiracy (2016)
Море от лъжи, изд.: ИК „Бард“, София (2017), прев. Иван Златарски
2. Pack of Lies (2017)
3. End of Lies (2019)